# Lijst van steenhouwgereedschap
Steenhouwgereedschappen zijn de gereedschappen die door steenhouwers, restauratiebeeldhouwers en steenbeeldhouwers worden gebruikt voor het bewerken van natuursteen.

## Steenbeitels
| Bouchard        | Een beitel met piramidevormige tanden op een plat vlak, om natuursteen mee te vlakken of er een ruwe oppervlaktestructuur aan te geven |  |
| Bordijzer       | Een vlakke steenbeitel met een snijbreedte van minder dan 3 cm                                                                         |  |
| Ceseel          | Een vlakke steenbeitel met een snijbreedte van meer dan 3 cm, om grotere vlakken mee te scharreren of frijnen                          |  |
| Jop             | Een zware steenbeitel om grote schollen steen van de rand van een steenblok te verwijderen                                             |  |
| Letterbeitel    | Een steenbeitel voor fijn gedetailleerd werk en letters                                                                                |  |
| Riffelijzer     | Een bouchard met dakvormige ribbels in plaats van piramidepunten                                                                       |  |
| Rondeel         | Een vlakke steenbeitel met gebogen snijrand                                                                                            |  |
| Spitsijzer      | Een gehard stalen beitel met een punt, om ruw voorhakwerk mee te verrichten; ook wel puntbeitel genoemd                                |  |
| Tandijzer       | Een getande platte steenbeitel |  |
| Tandijzerhouder | Een beitel voor losse inzetplaatjes, onder andere vlak, getand en afgerond                                                             |  |

## Handgereedschappen
| Bouchardhamer      | Hamervariant van de bouchard                                                                                          |  |
| Riffelhamer        | Hamervariant van het riffelijzer                                                                                      |  |
| Fleshamer          | Flesvormige houten of kunststof hamer, voor fijner steen-en beeldhouwwerk                                             |  |
| Grendel            | Een bundel (tot ongeveer vijftien gehard stalen) spitsijzers in een gietijzeren vatting geklemd                       |  |
| Klopper            | Een houten of kunststof hamer die wordt gebruikt bij het steenhouwen en bij het beeldhouwen in hout of natuursteen    |  |
| Kloofbeitels       | Kloofbeitels bestaan uit drie wigvormige delen en worden gebruikt bij het splijten van blokken steen                  |  |
| Letterhamer        | Een hamer voor fijn hakwerk als letters, beeldhouwwerk en fijne profielen                                             |  |
| Mergelkam          | Een houten schaafblok met getande stalen plaatjes erin gezet, voor het schaven van zachte kalksteensoorten als mergel |  |
| Pneumatische hamer | Een door perslucht aangedreven hamer om de steenbeitel mee voort te drijven                                           |  |
| Steenbijl          | Een variant van de Vlecht                                                                                             |  |
| Vlecht             | Een soort steenhouwersbijl met twee snijdende kanten                                                                  |  |
| Tandvlecht         | Een getande variant van de Vlecht                                                                                     |  |
| Vuist              | Een stalen hamer, meestal 1kg, voor onder andere jop, spitsijzer, kloofbeitels en bouchardbeitel                      |  |
| Zwaaispits         | Een hamer van 2 tot 3 kilo, met aan de twee slaguiteinden een spitse punt                                             |  |

## Meet- en tekengereedschappen
| Combinatieschrijfhaak | Een in diepte verstelbare winkelhaak |  |
| Kraspen               | Een dunne stalen pen met een scherpe punt |  |
| Krompasser            | Een meetgereedschap om buitenmaten mee op te meten en af te schrijven                                                                         |  |
| Passer                | Een meet-en tekengereedschap voor afstanden en cirkels                                                                                        |  |
| Rei                   | Een stalen lat of aluminium koker, om rechte lijnen te trekken met potlood of kraspen, en om steenoppervlakken mee te controleren op vlakheid |  |
| Schrijfhaak           | Een tekengereedschap met een hoek van 90° |  |
| Zweihaak              | Een meetgereedschap om hoekschuinten mee af te tekenen                                                                                        |  |

## Overige gereedschappen en werktuigen
| Steenschaar | Een stalen tang om steen mee te hijsen               |  |
| Steenzaag   | Een handgereedschap of machine om steen mee te zagen |  |
| Wolf        | Een zelfklemmend hulpmiddel om steen mee te hijsen   |  |